# 미트 파이
미트 파이(영어: meat pie)는 오스트레일리아와 뉴질랜드의 파이이다. 다진 고기와 그레이비를 넣어 만든 손바닥 크기의 고기 파이로, 가벼운 식사나 간식 등으로 먹는다. 오스트레일리아와 뉴질랜드의 국민 음식 가운데 하나로 여겨진다.

## 이름
영어 "미트 파이(meat pie)"는 "고기"를 뜻하는 "미트(meat)"와 양과자 종류인 "파이(pie)"를 합친 말로, "고기 파이"라는 뜻이다.

## 만들기
파이 소로 잘게 썰거나 다진 고기와 그레이비가 들어가며 추가로 양파, 버섯, 치즈 등을 넣어 만들기도 한다.

## 같이 보기
- 스테이크 파이